# Atlantique (pel·lícula)
Atlàntic és una pel·lícula dramàtica franco-belga-senegalesa realitzada per Mati Diop que sortirà en sales el 2 d'octubre de 2019 després d'haver estat presentada en competició oficial en el Festival de Cannes on va aconseguir el Gran premi.

## Argument
Els obrers d'un suburbi popular a prop de Dakar, Thiaroye, decideixen d'abandonar el seu país, embarcant sobre l'oceà, després de la construcció d'una torre futurista anomenada Atlàntica. Les dones es queden.

## Repartiment
- Mame Bineta Sané: Ada
- Amadou Mbow: Inspector Issa
- Ibrahima Traoré: Souleiman
- Nicole Sougou: Dior
- Aminata Kané: Fanta
- Mariama Gassama: Mariama
- Coumba Dieng: Thérèse
- Abdou Balde : Cheikh
- Ibrahima Mbaye: Comissari Moustapha
- Diankou Sembene: M. Ndiaye
- Babacar Sylla: Omar

## Al voltant de la pel·lícula
L'actriu i realitzadora Mati Diop realitza amb aquest film el seu primer llargmetratge, del qual certs temes del guió com les migracions subsaharianes i la ociositat de la joventut africana van formar part l'any 2009 d'un curt metratge quasi-homònim titulat Atlàntics. Prement-se aquest treball, desenvolupa el guió d'Atlantique que es lliga particularment a la història de les dones que queden soles a Senegal quan els homes emigren.

## Premis
- Festival de Cannes 2019: 
  - Gran premi Festival de Canes[4]
  - Premi CST de l'Artista-Tècnic, Esment especial per a Claire Mathon

- Premis César 2020:
  - Nominada al César a la millor primera pel·lícula.